# Jan Burchart

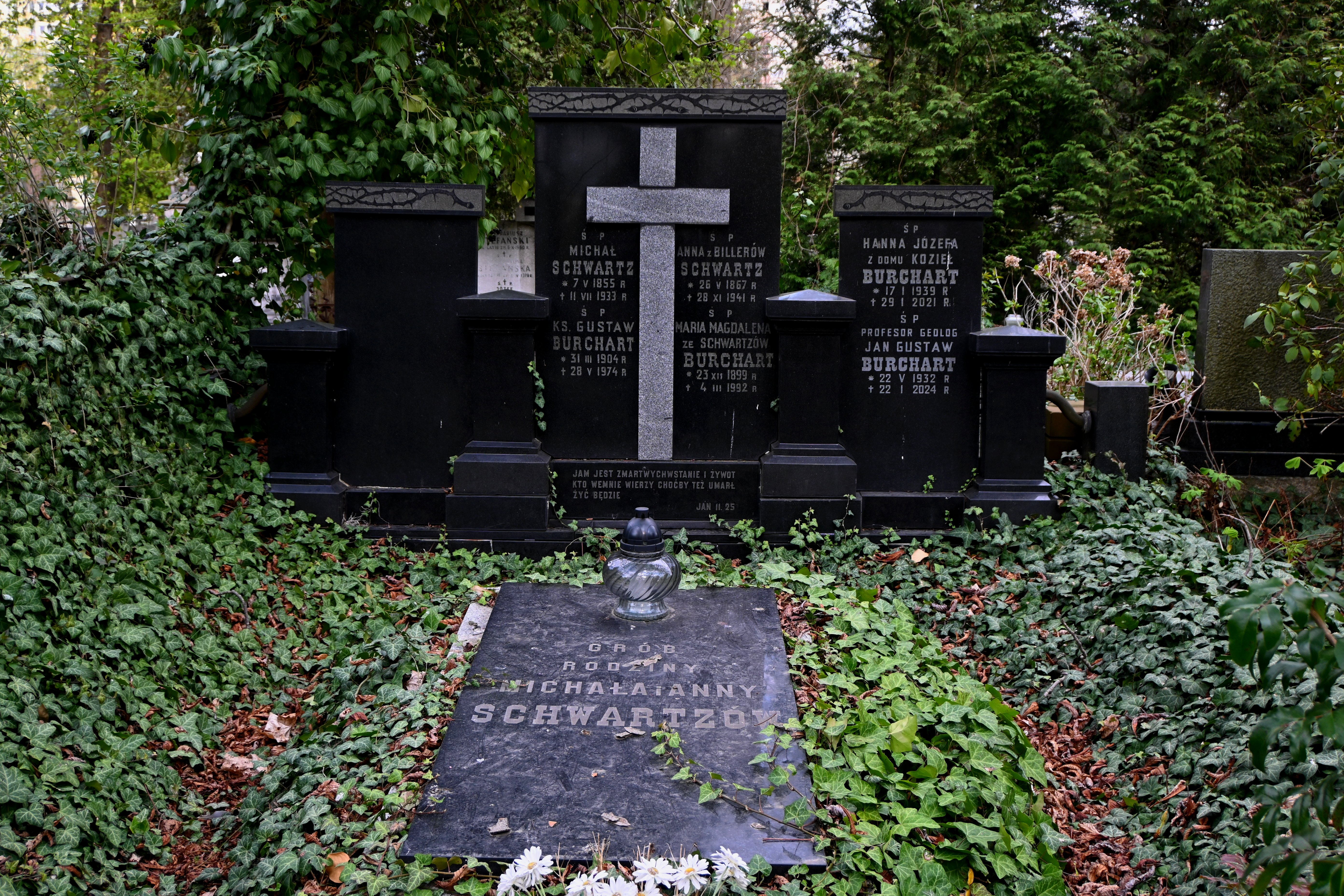
Grób prof. Jana Burcharta na cmentarzu ewangelicko-augsburskim przy ul. Młynarskiej w Warszawie

Jan Gustaw Burchart (ur. 22 maja 1932 w Warszawie, zm. 22 stycznia 2024) – polski profesor nauk przyrodniczych.

## Życiorys
Specjalizował się w zagadnieniach z zakresu geologii (w tym petrografii i petrologii skał magmowych i metamorficznych). Był członkiem korespondentem Polskiej Akademii Nauk od 1991 roku, były pracownik naukowy Instytutu Nauk Geologicznych Polskiej Akademii Nauk. Należał również do Warszawskiego Towarzystwa Naukowego.

## Nagrody i wyróżnienia
Uhonorowany m.in.:
- Nagrodą Wydziału III Nauk Matematyczno-Fizycznych, Chemicznych i Geologiczno-Geograficznych PAN (1971),
- Nagrodą Sekretarza Naukowego PAN (dwukrotnie – 1975, 1978),
- Nagrodą Ministerstwa Nauki, Szkolnictwa Wyższego i Techniki (1980),
- Nagrodami Polskiej i Czechosłowackiej Akademii Nauk,
- Złotym Krzyżem Zasługi,
- Krzyżem Kawalerskim Orderu Odrodzenia Polski (1995).